# Amy Hodgson
Eliza Amy Hodgson (née Campbell, 10 octobre 1888 - 7 janvier 1983) est une botaniste néo-zélandaise spécialisée dans les hépatiques.

## Biographie
Hodgson est née à Havelock North et fréquente l'école primaire de Pukahu et l'école secondaire pour filles de Napier. Elle porte son deuxième prénom Amy. Hodgson est autodidacte en botanique car son père refuse de lui permettre d'aller à l'université.
Elle collecte de nombreux spécimens et est encouragée par George Osborne King Sainsbury avec qui elle constitue des collections. Hodgson collectionne aussi avec Kenneth Willway Allison. Hodgson publie son premier article scientifique à l'âge de 42 ans et publie plus de 30 articles par la suite. Elle décrit deux nouvelles espèces d'hépatiques et neuf nouveaux genres. L'hépatique Lejeunea hodgsoniana est nommée en son honneur tout comme l'espèce Lepidolaena hodgsoniae.
Son herbier est donné à l'Université Massey en 1972.
Elle est élue membre de la Linnean Society of London et en 1961, et de la Société royale de Nouvelle-Zélande. Hodgson est également membre honoraire de la British Bryological Society.
Hodgson reçoit un doctorat honorifique de l'Université Massey en 1976,.
En 2017, Hodges est sélectionnée comme l'une des « 150 femmes en 150 mots » de la Royal Society Te Apārangi, célébrant les contributions des femmes au savoir en Nouvelle-Zélande.